# Dee Brown (basket-ball, 1968)
Ne doit pas être confondu avec Dee Brown, joueur de basket-ball né en 1984.
Pour les articles homonymes, voir Dee Brown et Brown.
DeCovan Kadell "Dee" Brown (né le 29 novembre 1968, à Jacksonville, Floride) est un joueur puis entraîneur américain de basket-ball.

## Carrière de joueur
Meneur de jeu pour les Dolphins de l'université de Jacksonville, Brown est sélectionné par les Celtics de Boston au 19e rang de la draft 1990. Il passe douze saisons (de 1990 à 2002) en NBA, jouant pour les Celtics de Boston, les Raptors de Toronto et le Magic d'Orlando. Il inscrit 6758 points au total. L'un des sommets de sa carrière a lieu en 1991, quand il remporte le Slam Dunk Contest avec un dunk les yeux masqués par son bras.

## Reconversion
Brown intègre par la suite en Women's National Basketball Association ; il est entraîneur adjoint du Orlando Miracle et entraîneur des San Antonio Silver Stars, et, en 2005, il obtient un contrat d'un an sur ESPN en tant que consultant grâce à sa victoire dans un jeu de télé-réalité intitulé Dream Job.

## Hommage
Lors du Slam Dunk Contest 2007, Gerald Green revêt le maillot de Dee Brown pour réaliser le même dunk que Brown : les yeux masqués. Il remporte le concours.